# Alloclita
Alloclita es un género de mariposas de la familia de Cosmopterigidae.

## Especies
- A. brachygrapta Meyrick, 1925
- A. canariensis Koster & Junnilainen[1]
- A. cerritella Riedl, 1993
- A. coleophorella Rield, 1993
- A. delozona Meyrick, 1919
- Alloclita deprinsi Koster & Sinev, 2003
- A. francoeuriae Walsingham, 1905
- A. gambiella Walsingham, 1891
- A. haifensis Rebel, 1911
- A. insignitella (Riedl, 1993)
- A. mongolica Sinev, 1994
- A. orthoclina Meyrick, 1922
- A. paraphracta Meyrick, 1914
- A. plumbaria Meyrick, 1921
- A. recisella Staudinger, 1859
- A. reflua Meyrick, 1914
- A. subitariella Riedl, 1993
- A. xylodesma Meyrick, 1911
- A. zelotypa Meyrick, 1918